# جاده بریملی
جاده بریملی (انگلیسی: Brimley Road) یک خیابان شمالی-جنوبی در تورنتو و شهرداری منطقه‌ای شهرستان یورک (کانادا)، انتاریو، کانادا است. در تورنتو، به‌طور کامل در اسکاربرو، تورنتو واقع شده‌است و روزانه ۳۲۰۰۰ وسیله نقلیه را در مه ۲۰۰۷ حمل می کنداز این رو، توسط شهر تورنتو به عنوان راه شریانی اصلی طبقه‌بندی می‌شود.